# Cola praeacuta
Espèce
Synonymes
- Cola praeacuta (préféré par NCBI)[2]
- Cola praeacuta[2]

Statut de conservation UICN

 EN  : En danger
Cola praeacuta Brenan & Keay est une espèce de plantes de la famille des Malvaceae et du genre Cola, selon la classification phylogénétique.
Collectée au Mont Cameroun en 1988 et au Mont Koupé, Cola praeacuta est seulement connue dans 10 localités environ dans les contreforts du Nord ouest et dans la bande côtière du Cameroun. On ne l'a pas retrouvée à Mabeta-Moliwe.
Elle se reproduit dans la forêt sempervirente des basses terres, allant de 0-400 m d'altitude. L'amélioration de la conservation dans les zones protégées existantes et le renforcement du niveau de protection officielle contribueraient à assurer l'avenir de l'espèce. Le site principal de cette espèce est la forêt d'Onge dans les contreforts de l'Ouest du Mont Cameroun.